# Bobowa (gmina)
Bobowa – gmina miejsko-wiejska w Polsce położona w województwie małopolskim, w powiecie gorlickim.
W latach 1975–1998 gmina administracyjnie należała do województwa nowosądeckiego.
Siedziba gminy to Bobowa.
Według danych z 30 czerwca 2004 gminę zamieszkiwało 9128 osób. Natomiast według danych z 31 grudnia 2017 roku gminę zamieszkiwały 9744 osoby.

## Struktura powierzchni
Według danych z roku 2002 gmina Bobowa ma obszar 49,84 km², w tym:
- użytki rolne: 74%
- użytki leśne: 16%

Gmina stanowi 5,15% powierzchni powiatu.

## Burmistrzowie
- Wacław Jan Ligęza (2009–2024) (wcześniej jako wójt od 2002 r.)[5]
- Marcin Andrzej Wąs (2024–  )[6]

## Demografia

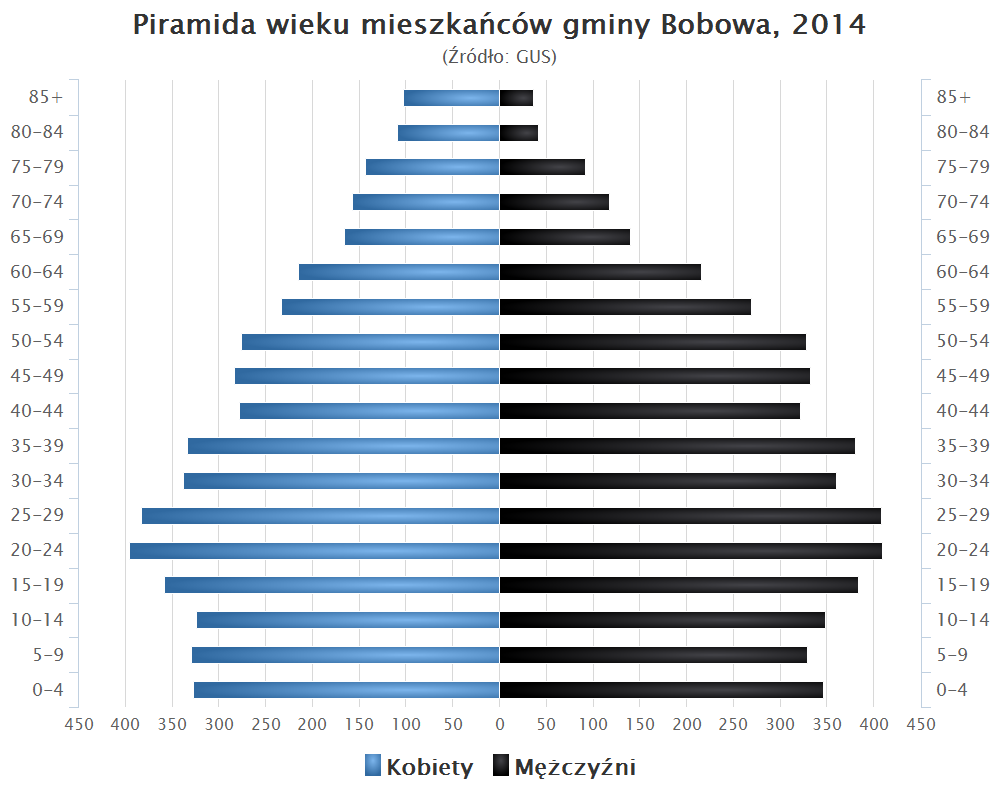
Piramida wieku mieszkańców gminy Bobowa w 2014 roku

Dane z 30 czerwca 2004:
| Opis                              | Ogółem | Ogółem | Kobiety | Kobiety | Mężczyźni | Mężczyźni |
| --------------------------------- | ------ | ------ | ------- | ------- | --------- | --------- |
| jednostka                         | osób   | %      | osób    | %       | osób      | %         |
| populacja                         | 9128   | 100    | 4537    | 49,7    | 4591      | 50,3      |
| gęstość zaludnienia (mieszk./km²) | 183,1  | 183,1  | 91      | 91      | 92,1      | 92,1      |

## Sołectwa
Berdechów, Bobowa, Brzana, Jankowa, Sędziszowa, Siedliska, Stróżna, Wilczyska.

## Sąsiednie gminy
Ciężkowice, Grybów, Korzenna, Łużna